# Copa Panamericana Bajo Techo de Hockey masculino de 2017
La VIII Copa Panamericana Bajo Techo de Hockey masculino de 2017 se celebró en Georgetown, Guyana entre el 16 y el 21 de octubre de 2017. El certamen otorgó un cupo al mundial de Hockey Bajo Techo 2018.

## Grupo único
– Clasificados a la final.
     - Juegan el partido por el 3 puesto.
| Equipo            | J | G | E | P | GF | GC | DG  | PTS |
| ----------------- | - | - | - | - | -- | -- | --- | --- |
| Trinidad y Tobago | 5 | 5 | 0 | 0 | 37 | 11 | +26 | 15  |
| Argentina         | 5 | 4 | 0 | 1 | 29 | 10 | +19 | 12  |
| Canadá            | 5 | 3 | 0 | 2 | 32 | 18 | +14 | 9   |
| Guyana            | 5 | 2 | 0 | 3 | 23 | 19 | +4  | 6   |
| Barbados          | 5 | 1 | 0 | 4 | 12 | 28 | -16 | 3   |
| México            | 5 | 0 | 0 | 5 | 4  | 51 | -47 | 0   |

### Resultados
| Fecha | Hora¹ | Partido           | Partido | Partido           | Resultado |
| ----- | ----- | ----------------- | ------- | ----------------- | --------- |
| 16.10 | 13:45 | Canadá            | -       | México            | 10-0      |
| 16.10 | 15:00 | Guyana            | -       | Barbados          | 5-4       |
| 16.10 | 19:15 | Argentina         | -       | Trinidad y Tobago | 2-5       |
| 17.10 | 14:15 | Canadá            | -       | Barbados          | 6-1       |
| 17.10 | 16:45 | Guyana            | -       | Trinidad y Tobago | 0-4       |
| 17.10 | 19:15 | México            | -       | Argentina         | 0-12      |
| 18.10 | 15:15 | Trinidad y Tobago | -       | Barbados          | 8-2       |
| 18.10 | 17:45 | México            | -       | Guyana            | 0-12      |
| 18.10 | 20:15 | Argentina         | -       | Canadá            | 5-3       |
| 19.10 | 15:15 | Trinidad y Tobago | -       | México            | 13-2      |
| 19.10 | 20:15 | Guyana            | -       | Canadá            | 5-8       |
| 19.10 | 21:30 | Barbados          | -       | Argentina         | 1-7       |
| 20.10 | 15:45 | Canadá            | -       | Trinidad y Tobago | 5-7       |
| 20.10 | 17:00 | Barbados          | -       | México            | 4-2       |
| 20.10 | 18:15 | Argentina         | -       | Guyana            | 3-1       |

### Quinto Puesto
| Fecha | Hora¹ | Partido  | Partido | Partido | Resultado |
| ----- | ----- | -------- | ------- | ------- | --------- |
| 21.10 | 13:20 | Barbados | -       | México  | 6-4       |

### Tercer Puesto
| Fecha | Hora¹ | Partido | Partido | Partido | Resultado |
| ----- | ----- | ------- | ------- | ------- | --------- |
| 21.10 | 16:10 | Canadá  | -       | Guyana  | 5-2       |

### Final
| Fecha | Hora¹ | Partido           | Partido | Partido   | Resultado |
| ----- | ----- | ----------------- | ------- | --------- | --------- |
| 21.10 | 19:00 | Trinidad y Tobago | -       | Argentina | 7-0       |

| Campeón de la Copa Panamericana Bajo Techo de Hockey 2017 |
| --------------------------------------------------------- |
| Trinidad y Tobago Primer Título                           |

### Clasificación general
1. Trinidad y Tobago
2. Argentina
3. Canadá
4. Guyana
5. Barbados
6. México